# メジロライアン
メジロライアン（欧字名:Mejiro Ryan、1987年4月11日 - 2016年3月17日）は、日本の競走馬、種牡馬。
1990年の中央競馬クラシック三冠競走では、1964年のウメノチカラ以来となる3戦3敗、3着以内を記録。1991年には、平成三強に代わる「新三強」をメジロマックイーン、ホワイトストーンとともに形成して春古馬路線を争い、宝塚記念（GI）を優勝した。1993年より種牡馬となり、GI競走5勝を挙げたメジロドーベル、天皇賞（春）優勝馬メジロブライトらの父となった。
その他の勝ち鞍に、1990年の弥生賞（GII）、京都新聞杯（GII）。1992年の日経賞（GII）。

## 生涯

### デビューまで

#### 誕生までの経緯
メジロチエイサーは、1977年に北海道伊達市のメジロ牧場で生産された牝馬である。父は、1967年の目黒記念（秋）を優勝したメジロサンマンであった。メジロチエイサーは、栗東トレーニングセンター所属の伊藤修司厩舎の下、1982年までに26戦3勝。引退後は、メジロ牧場で繁殖牝馬となり、1983年には初仔を生産した。1984年に生産した2番仔の牝馬（父:ロンバード）は、後にメジロフルマーと命名され、1988年の日経賞（GII）、目黒記念（GII）など6勝。1986年に生産した4番仔の牝馬（父:メジロエスパーダ）は、後にメジロアニタと命名され、1990年の京都大障害（春）など4勝を挙げた。
1986年には、初めてアンバーシャダイとの仔を受胎。牧場は、湿度の高い所に立地することから、交配する種牡馬には骨質の良い馬、重心の低い馬を求めており、牧場長の武田茂男はアンバーシャダイについて「骨質が頑丈にできている点が魅力的」と話している。1987年4月11日、メジロ牧場にて5番仔（後のメジロライアン）が誕生する。

#### 幼駒時代
5番仔は、八大競走勝ち馬の父に、近親に天皇賞（秋）優勝馬メジロティターンなどがいたことから期待され、かつ脚長で幅のある立派な馬体をしており、牧場史上屈指の豊作年であった1987年生産馬の中でも特に高い評価を受けていた。管理調教師となった奥平真治は、自らの管理馬で非常に見栄えが良かったメジロアルダン（高松宮杯優勝、東京優駿2着）と比較すると、首や脚が太く垢抜けない馬であると感じ、「並の馬で、そこそこの期待」と評価するに留まっていた。ただし、「もちろん、オープンにはいってほしい馬だったが」とも述懐している。
5番仔はメジロ牧場が所有し、冠名の「メジロ」に、メジャーリーグベースボールの通算最多奪三振投手のノーラン・ライアンから「ライアン」を組み合わせた「メジロライアン」と命名された。

### 競走馬時代

#### 3-4歳（1989-90年）
1989年7月9日、函館競馬場の新馬戦（芝1200メートル）に柏崎正次が騎乗してデビュー。道中で真っ直ぐ走らせることに苦労して、勝ち切れず2着。2戦目の新馬戦は、6着に敗れた。その後は、骨膜炎を発症したために休養し、2か月間出走しない間に馬体が著しく良化していった。10月29日、京都競馬場の未勝利戦で復帰。鞍上には奥平の甥にあたり、当時デビュー4年目の見習騎手だった横山典弘に乗り替わって出走し、斜行して3着、以降横山が主戦騎手となっている。続いて11月18日、東京競馬場の未勝利戦（芝1600メートル）では初めて後方待機策をとると、直線だけを使って先行馬をすべて差し切り、4戦目で初勝利を挙げた。それから12月3日の葉牡丹賞（400万円以下）は安田富男が騎乗して5着だったが、12月23日、昇級2戦目のひいらぎ賞（400万円以下）にて横山が騎乗し、再び後方待機から直線で差し切り2勝目。4歳となった1990年を、1月20日のジュニアカップ（OP）では、デビュー以来3連勝中でクラシック候補の一角と目されていたプリミエールを差し切って3勝目。この勝利を機に、陣営はクラシックへの手応えを得るようになったという。
続いて3月4日、皐月賞のトライアル競走である弥生賞（GII）に出走、前日まで雨が降り続いたため不良馬場での開催となった。相手には朝日杯3歳ステークスを勝利し前年のJRA賞最優秀3歳牡馬を受賞したアイネスフウジンのこの年2戦目であり、単勝オッズ1.9倍の1番人気、単枠指定制度の対象となった。対してメジロライアンは、5.7倍の2番人気に推された。スタートからアイネスフウジンが先行して逃げる中、メジロライアンは後方に位置。直線では、アイネスフウジンが馬場の悪い内側を嫌って外にも出す一方で、内を突いて追い上げ、馬群から抜け出すと、アイネスフウジンを残り200メートル地点で内からかわして先頭となった。それから、外からツルマルミマタオーの追撃を半馬身かわして入線、重賞初勝利。皐月賞の優先出走権を獲得した。横山は、入線する直前にガッツポーズ。「ゴールの瞬間、この先が全部見えた気がしましたね。皐月賞も、ダービーも」と発言。後に横山は、この時クラシックを意識したかとの問いに対し、「全部勝てると思ったよ（笑）」と改めて回顧している。

##### クラシック三冠の惜敗
4月15日、皐月賞（GI）に出走。アイネスフウジンが4.1倍の1番人気に支持され、メジロライアンはそれに次ぐ5.0倍の2番人気、5.6倍の3番人気には5連勝中のハクタイセイが続いた。スタートから後方内側に待機。一方、戦前に逃げ宣言していたアイネスフウジンは、不利を受けて逃げることができず2番手に位置した。直線では要所で進路を失う不利を受け、大外に持ち出してから末脚を繰り出した。追い込んだものの、先行するアイネスフウジン、好位のハクタイセイには敵わず、それらに1馬身4分の3遅れた3着。この敗戦について、勝利したハクタイセイ陣営の布施正調教師は、次戦の東京優駿について「（前略）ライバル? 今度はアイネスフウジンも怖いけど、それ以上にメジロライアンが強敵になるんじゃないですか。」と展望している。
続く5月27日の東京優駿（日本ダービー）（GI）では、当日は東京優駿史上最多入場者数の19万6517人が集まり、東京優駿1競走の史上最多売上となる397億3151万3500円が投じられる中、単勝オッズ3.5倍の1番人気。皐月賞で先着されたハクタイセイが3.9倍の2番人気、アイネスフウジンが5.3倍の3番人気と続いた。スタートからハクタイセイが先手を取るも、アイネスフウジンが逃げ、メジロライアンは中団に位置。アイネスフウジンがミドルペースで逃げる中、メジロライアンは第3コーナーから外に持ち出して追い上げを開始した。直線では単騎で逃げるアイネスフウジンに、末脚でもって迫ったが、1馬身4分の1及ばず2着。オーナーブリーダーのメジロ系列としては4度目の東京優駿2着となり、横山は「北野のおばあちゃんに申し訳なかった」と語っている。（競走についての詳細は、第57回東京優駿を参照。）
その後は夏休みとなり、8月の函館記念から始動を予定して函館競馬場に入厩したが、調整中に脚を捻って出走を回避。10月14日、菊花賞のトライアル競走である京都新聞杯（GII）で始動、単勝オッズ2.7倍の1番人気に推された。スタートから中団に位置し、大外から末脚を発揮して「余力すら感じさせる手応え」（永井春二）で差し切って優勝、重賞2勝目を挙げた。2分12秒3で走破し、重馬場ながらコースレコードを更新した。
続いて11月4日の菊花賞（GI）に出走。皐月賞、東京優駿で先着されたハクタイセイ、アイネスフウジンはともに故障により戦線離脱しており、メジロライアンが菊花賞の最有力馬と捉えられて、当日は単枠指定制度が適用。加えて、単勝オッズ2.2倍の1番人気に支持された。スタートから後方に位置、1周目の直線で中団の後方に位置を上げた。2周目は中団の外に持ち出して、追い上げを開始。直線では先に抜け出していた4番人気のメジロマックイーンを目指して、外から追い込んだが、差し切るには至らず。メジロマックイーンに突き放され、2馬身半以上離された3着。奥平によれば、競走前の調教でメジロライアンが、当時格下だったメジロマックイーンに先着することができなかったことから「菊花賞で負けるとすれば（メジロ）マックイーンだろう」と予感していたという。
クラシック三冠競走では、すべて3着以内となり、かつ無冠。これは、1964年の皐月賞3着、東京優駿2着、菊花賞2着となったウメノチカラ（シンザンが三冠を達成）以来の出来事であった。

##### 有馬記念
ファン投票で4位となる11万6982票を集め、12月23日の有馬記念（GI）に出走。メジロ牧場の「ライアンに勝たせたい」という意向を汲んだ池江泰郎調教師がファン投票16位のメジロマックイーンを回避させていた。当日は、菊花賞でメジロマックイーンに次ぐ2着となったホワイトストーンが単勝オッズ3.3倍の1番人気、天皇賞（秋）2着で屈腱炎明け3戦目で同じ奥平厩舎のメジロアルダンが4.2倍の2番人気、メジロライアンは4.7倍の3番人気となった。また、引退レースを宣言したオグリキャップが5.5倍の4番人気に推され、以上の4頭までがオッズ一桁台であった。
スタートから逃げるオサイチジョージがスローペースを形成し、メジロライアンは中団に位置。最終コーナーでは、オグリキャップがオサイチジョージをかわして先に抜け出していた。直線では、オグリキャップをめぐって内からホワイトストーン、外からメジロライアンが迫ったが、いずれも4分の3馬身敵わず。2頭の2位争いの末、メジロライアンがホワイトストーンを制したところで入線し2着となった。横山は「きっちり差せると思ったけど、オグリの底力の方が上だった」と述懐している（競走に関する詳細については、第35回有馬記念を参照。この競走における大川慶次郎との関わりについては、メジロライアン#メジロライアンと大川慶次郎を参照）。

#### 5-6歳（1991-92年）
5歳となった1991年は、3月10日の中山記念（GII）から始動。単勝オッズ1.4倍の1番人気で出走し、スローペースで逃げたユキノサンライズを捉えきれず2着。この間に熱発となったが、4月28日の天皇賞（春）（GI）に出走。メジロライアンに加え、メジロマックイーンとホワイトストーンも単枠指定制度の対象となり、史上2例目の単枠3頭は、前年までイナリワン、オグリキャップ、スーパークリークが形成した平成三強になぞらえて「新三強」とも呼ばれた。人気も3頭に集中し、メジロマックイーン、メジロライアン、ホワイトストーンの順となり、この3頭のみがオッズ一桁台であった。最内枠から発走し後方に位置。メジロパーマーが逃げてスローペースを作り、メジロマックイーンが5、6番手、メジロライアンは後方から数えて3、4番手であった。2周目の第3コーナーからは、メジロマックイーンが好位からスムーズに進路を確保する一方、メジロライアンは馬群から抜け出せずに追い遅れた。直線では既にメジロマックイーンが抜け出していて敵わず、2位争いとなったが、7番人気ミスターアダムスと12番人気オースミシャダイに先着されて4着となった。

続いて6月9日、阪神競馬場が改修工事のため京都競馬場で代替された宝塚記念（GI）に出走。「新三強」が再び揃ったが、メジロマックイーンだけが単枠指定制度の対象となった。人気は、メジロマックイーンが単勝オッズ1倍台。メジロライアンとホワイトストーンはオッズ4倍台であった。スタートから中団で1周目のゴール板を通過。第1コーナーから2コーナーにかけて、他の馬と接触し行きたがる仕草を見せたが、横山はそれを妨げず位置を上げさせ、向こう正面は3番手で追走した。第3コーナー坂の下りで逃げるイイデサターンや、2番手のホワイトストーンに並びかけてかわし、最終コーナーを単独先頭で通過。直線では、馬場の悪い内側を避けて外を回り、後続を突き放しにかかった。大外から追い込むメジロマックイーンに1馬身半差をつけて先頭で入線、GI6度目の出走で初勝利となった。
また、2着はメジロマックイーンとなり、1971年の優勝馬メジロムサシ、2着メジロアサマ以来20年ぶりとなるメジロ系列による1着2着独占となった。横山は、ウイニングランを終えて退場する際に、ヘルメットをとってスタンドに一礼。横山にとっては、父の横山富雄が前出のメジロムサシに騎乗して勝利を挙げており、父子二代宝塚記念優勝を成し遂げている。
その後は、夏休みを函館競馬場で過ごしたが、調教中に軽い脚部不安、右前脚の屈腱炎を発症。暮れのファン投票で4位となる11万4216票を集めて、有馬記念で復帰するも12着、1992年1月のアメリカジョッキークラブカップ（GII）でも6着となり、連敗とした。3月22日の日経賞（GII）は、重馬場で出走。中団から、位置を上げながら追走し、最終コーナーを先頭で通過。直線では進路を、一般に馬場状態が悪いとされる内側に選択し、突き放した。後方に2馬身半差をつけて入線、重賞4勝目、10カ月ぶりの勝利を挙げた。横山は「第9レースに乗った時に馬場状態は内も外も同じくらい悪く、むしろ内の方が馬場が締まっていたから、思い切ってインを走ってやろうと考えていたんです。それに、（メジロ）ライアンは道悪がうまいので、他馬が気にするぶん有利と判断したんですよ。」と回顧している。
その後は屈腱炎が再発し、再び休養。天皇賞（秋）を目指すも復帰することなく、競走馬を引退した。10月25日、東京競馬場で引退式が行われ、宝塚記念優勝時のゼッケン「1」を着用し、スタンド前を走行した。

### 種牡馬時代
メジロライアンの種牡馬入りに際しては、メジロ牧場はシンジケートの組織を計画したが、勝ちきれなかった競走馬時代の印象に加え、「内国産の二代目は種牡馬として成功しない」という通説や、バブル崩壊の影響などから会員集めには困難が伴った。一株480万円を50口、総額2億4000万円という安価に設定されたにもかかわらず、種牡馬としての繋養を引き受けたアロースタッドがある北海道静内町の生産者からはほとんど相手にされず、募集地域を拡大してようやく満口となった。その内訳もほとんどは小牧場で占められており、一流牝馬との交配は見込めないものであった。
しかし、1996年に初年度産駒がデビューすると、12月にメジロドーベルが阪神3歳牝馬ステークスに優勝して産駒初GI勝利。ほかメジロブライトがラジオたんぱ杯3歳ステークスに勝利、エアガッツも3勝を挙げるといった活躍を見せ、内国産馬として七冠馬シンボリルドルフ以来6年ぶりに新種牡馬ランキングの首位を獲得。3歳総合ランキングでもブライアンズタイムに次ぐ2位を記録した。同年春時点の種付け料は初年度の150万円から60万円まで下落していたが、翌1997年春に行われた種付け株の競り市では、交配権が当年の内国産種牡馬最高額の613万円で取引された。輸入種牡馬の産駒や外国産馬が大勢を占めていた中で、内国産二代目であるメジロライアンの活躍は大きな注目を集め、戦後内国産種牡馬の道筋を開いたとされている五冠馬シンザンの種牡馬時代を手掛けた谷川弘一郎は、「日本の牧場で草を食んだ馬が日本の競馬を支えるのが理想。その意味ではメジロライアンの子がマル外（外国産馬）を敵に回して勝つことを期待しています。きっとシンザンも草葉の陰で喜んでいると思います」と語っている。
メジロドーベルとメジロブライトは翌年以降も活躍を続け、最終的にメジロドーベルは牝馬として当時最多のGI競走5勝、メジロブライトは1998年にメジロライアンが勝てなかった天皇賞（春）を制した。産駒からのGI優勝馬はこの2頭のみとなったが、重賞勝利馬は以降もコンスタントに輩出し、メジロライアンは内国産の有力種牡馬としての地位を確立。メジロ牧場専務の岩崎伸道は、「どんな繁殖牝馬が相手でも、ライアンに似た子が生まれてくるんですね。アンバーシャダイは骨質が非常に丈夫でライアンもその長所を受け継いでタフに走りましたが、産駒は外見だけではなくそうした内面の長所もよく受け継いでいます」と、その特徴を語っている。
2006年に交配相手の受胎率が5割を切るという授精能力の低下が見られ、同年9月にシンジケートが解散。メジロ牧場の個人所有で翌2007年も種牡馬生活を続行したものの、11頭に種付けをしてすべて不受胎。この年限りで種牡馬を引退した。
種牡馬引退後はしばらくの間は故郷・メジロ牧場で功労馬として余生を送っていた。牧場での繋養のみならず、2007年、2008年、2010年にはそれぞれ函館競馬場で催されたイベントに参加し、競走用の馬装に、宝塚記念優勝時のゼッケン「1」を着けた姿が一般ファンに披露された。いずれの年もメジロの勝負服を着用した横山典弘が騎乗し、本馬場に出てキャンターを披露した。
2011年にメジロ牧場が閉鎖されると、所有は同牧場の設備を引き継いだレイクヴィラファームに代わった。2016年3月17日、老衰により29歳で死亡。遺骨は、横山典弘騎手の資金提供でレイクヴィラファーム内に建立された墓へ6月21日に納骨された。

## 競走成績
以下の内容は、netkeiba.comおよびJBISサーチの情報に基づく。
| 競走日 | 競走日 | 競走日 | 競馬場 | 競走名         | 格      | 距離 （馬場） | 頭 数 | 枠 番 | 馬 番 | オッズ （人気） | 着順 | タイム  | 着差 | 騎手      | 斤量 [kg] | 1着馬 （2着馬）        | 馬体重 [kg] |
| ------ | ------ | ------ | ------ | -------------- | ------- | ------------- | ----- | ----- | ----- | --------------- | ---- | ------- | ---- | --------- | --------- | ---------------------- | ----------- |
| 1989.  | 07.    | 09     | 函館   | 3歳新馬        |         | 芝1200m（良） | 6     | 3     | 3     | 02.8 （2人）    | 02着 | 01:12.4 | -0.1 | 0柏崎正次 | 53        | サンエムグランディ     | 504         |
|        | 07.    | 22     | 函館   | 3歳新馬        |         | 芝1200m（良） | 8     | 6     | 6     | 01.4 （1人）    | 06着 | 01:12.5 | -0.7 | 0柏崎正次 | 53        | マキハタビッグ         | 496         |
|        | 10.    | 29     | 京都   | 3歳未勝利      |         | 芝1400m（良） | 11    | 3     | 3     | 08.3 （4人）    | 03着 | 01:24.9 | -0.7 | 0横山典弘 | 52        | ノースヒルオー         | 502         |
|        | 11.    | 18     | 東京   | 3歳未勝利      |         | 芝1600m（稍） | 8     | 2     | 2     | 02.6 （2人）    | 01着 | 01:37.5 | -0.2 | 0横山典弘 | 53        | （ダイワヒューストン） | 510         |
|        | 12.    | 03     | 中山   | 葉牡丹賞       | 400万下 | 芝2000m（良） | 11    | 3     | 3     | 04.8 （1人）    | 05着 | 02:03.2 | -1.1 | 0安田富男 | 54        | プリミエール           | 500         |
|        | 12.    | 23     | 中山   | ひいらぎ賞     | 400万下 | 芝1600m（良） | 15    | 2     | 2     | 12.7 （7人）    | 01着 | 01:35.4 | -0.3 | 0横山典弘 | 54        | （トモエジョイナー）   | 504         |
| 1990.  | 01.    | 20     | 中山   | ジュニアカップ | OP      | 芝2000m（稍） | 9     | 6     | 6     | 05.7 （2人）    | 01着 | 02:04.6 | -0.0 | 0横山典弘 | 55        | （プリミエール）       | 518         |
|        | 03.    | 04     | 中山   | 弥生賞         | GII     | 芝2000m（不） | 14    | 8     | 14    | 05.7 （2人）    | 01着 | 02:05.4 | -0.3 | 0横山典弘 | 55        | （ツルマルミマタオー） | 512         |
|        | 04.    | 15     | 中山   | 皐月賞         | GI      | 芝2000m（良） | 18    | 7     | 13    | 05.0 （2人）    | 03着 | 02:02.5 | -0.3 | 0横山典弘 | 57        | ハクタイセイ           | 512         |
|        | 05.    | 27     | 東京   | 東京優駿       | GI      | 芝2400m（良） | 22    | 3     | 6     | 03.5 （1人）    | 02着 | 02:25.5 | -0.2 | 0横山典弘 | 57        | アイネスフウジン       | 506         |
|        | 10.    | 14     | 京都   | 京都新聞杯     | GII     | 芝2200m（重） | 15    | 6     | 11    | 02.7 （1人）    | 01着 | R2.12.3 | -0.1 | 0横山典弘 | 57        | （グローバルエース）   | 516         |
|        | 11.    | 04     | 京都   | 菊花賞         | GI      | 芝3000m（重） | 17    | 8     | 18    | 02.2 （1人）    | 03着 | 03:06.6 | -0.4 | 0横山典弘 | 57        | メジロマックイーン     | 516         |
|        | 12.    | 23     | 中山   | 有馬記念       | GI      | 芝2500m（良） | 16    | 3     | 5     | 04.7 （3人）    | 02着 | 02:34.3 | -0.1 | 0横山典弘 | 55        | オグリキャップ         | 518         |
| 1991.  | 03.    | 10     | 中山   | 中山記念       | GII     | 芝1800m（良） | 11    | 7     | 9     | 01.4 （1人）    | 02着 | 01:47.9 | -0.7 | 0横山典弘 | 57        | ユキノサンライズ       | 522         |
|        | 04.    | 28     | 京都   | 天皇賞（春）   | GI      | 芝3200m（良） | 18    | 1     | 1     | 04.3 （2人）    | 04着 | 03:19.3 | -0.5 | 0横山典弘 | 58        | メジロマックイーン     | 516         |
|        | 06.    | 09     | 京都   | 宝塚記念       | GI      | 芝2200m（良） | 10    | 1     | 1     | 04.2 （2人）    | 01着 | 02:13.6 | -0.2 | 0横山典弘 | 56        | （メジロマックイーン） | 512         |
|        | 12.    | 22     | 中山   | 有馬記念       | GI      | 芝2500m（良） | 15    | 8     | 15    | 09.7 （5人）    | 12着 | 02:32.0 | -1.4 | 0横山典弘 | 57        | ダイユウサク           | 518         |
| 1992.  | 01.    | 26     | 中山   | アメリカJCC    | GII     | 芝2200m（良） | 11    | 6     | 7     | 02.7 （1人）    | 06着 | 02:13.6 | -0.8 | 0的場均   | 59        | トウショウファルコ     | 522         |
|        | 03.    | 22     | 中山   | 日経賞         | GII     | 芝2500m（重） | 11    | 7     | 9     | 02.7 （1人）    | 01着 | 02:38.3 | -0.4 | 0横山典弘 | 59        | （カリブソング）       | 524         |

- タイム欄のRはレコード勝ちを示す。

## 特徴・エピソード

### 人気
実力は認められながらも惜敗続きであったことから判官贔屓的な人気を博し、人気面ではGI4勝を挙げたメジロマックイーンを凌ぐともされた。特に女性人気が高く、その母性本能をくすぐったためであるとも言われる。作家の典厩五郎は「めっきり弱くなった関東馬の期待の星だったからではないか」としている。また、ノンフィクション作家の後藤正治は「詰めに甘さを残す馬ではあったが、雄大な馬格に、なお底の見えない魅力を秘めていた。出走すればいつも人気になったのはそのせいであったろう」と述べている。なお、JRAが制作したポスター「ヒーロー列伝」のキャッチコピーは、「本当の強さは、誰も知らない」というものであった。2000年に日本中央競馬会が実施した「20世紀の名馬大投票」では、ファン投票により第51位に選出されている。

### メジロライアンと横山典弘
主戦騎手を務めた横山典弘は、当時デビュー4年目の若手騎手であり、その心技の成長にメジロライアンが大きく関わった。当時の横山はその騎乗技術を高く評価されていた一方、素行が悪く、問題児としても知られていた。そうした中で素質馬のメジロライアンを任され、自ら「ライアンが一番強い」と発言を続けながら、時に騎乗ミスもあり敗戦を重ねたことが、自身を見つめ直すきっかけとなった。後にメジロライアンの引退式で挨拶に立った横山は「ライアンの仔に乗ってGIを勝ちたい」と語りながら、衆目の中で涙を流した。横山はこの理由について、「ひどく寂しかった」と述べている。ライターの須田鷹雄はこの出来事を評して、横山の涙の性質には「自分を育ててくれた馬に対する涙」と「馬に十分なことをしてやれなかったという悔いを含んだ涙」の二つがあるとし、特に後者に注目して「つまり、活躍していた頃のライアンですら、さらなる可能性を残していたということだ。しかもそれは、『横山典が泣くほどのこと』なのだ。ひょっとするとメジロライアンは、史上有数の未完の大器なのかもしれない」と述べている。横山は『名馬列伝メジロライアン』の発刊に際して行われたインタビューにおいて、ライアンが一番強いという思いは変わらないかとの質問に「ええ、全然変わりません」と述べた。
横山はメジロライアンの引退後もその能力について「俺がもっとうまく乗って上げられればライアンはもっと勝っていた。ライアンの実力はあんなもんではない」と長年語っていたが、後に「前はそんな風に思っていたけど、今、冷静に考えるとアイネスフウジンも強い馬です。それなりのラップで逃げて最後までばてなかったのだから、凄い馬だったんです」と語っている。2001年に受けたインタビューにおいては、メジロライアンが自身に与えた影響について、次のように述べている。

### メジロライアンと大川慶次郎
4歳時に有馬記念で2着となった際、フジテレビ『スーパー競馬』で解説を務めていた大川慶次郎が、レース最後の直線で「ライアン!」と叫ぶ声がマイクに拾われ、全国に放送された。また、優勝したオグリキャップのファンであった明石家さんまが、「ビデオ録画していたら、変なおっさんが『ライアン』と叫んでた」と自らの番組で話の種にするほどであった。大川自身はライアンがオグリキャップに勝てるとは思っていなかったと述懐しており、その上で実況の大川和彦がオグリキャップしか呼んでいなかったため、「放送している以上、2着も言わなきゃいけないでしょ。残るライアン、きっとライアンって」というつもりで叫んだとしている。また大川はこの出来事について、著書の中で「"ライアン"という名前は、4文字で最後が"ン"なので力が入りやすく、叫びやすい語感であったことも、あれだけ話題になったひとつの要因だったかもしれません」とした。
このエピソードを除いても、ライアンは大川の気に入っていた馬であった。大川は馬格が貧弱ながら第一線で活躍していたアンバーシャダイを気に掛けており、その父に瓜二つで、なおかつ父が持っていなかった立派な体格を備えていたメジロライアンを「アンバーシャダイの理想型」と見ていた。さらに1989年に腎臓摘出手術を受けた後に落ち込みが続き、「もう競馬を見られるかどうか分からない」と考えていた頃、ライアンが勝った弥生賞を見たことで「もういっぺん競馬をやりたいなって気になった」といい、「落ち込んだときにね、僕を奮い立たせてくれたのがライアンなんです。やっぱり、何て言うかな、僕にはライアンが切り離せないんだなあ」と述べている。

### その他
- 3歳時に骨膜炎で休養に出された際、たてがみの根元に夏癬を発症し、痒みを取ろうと牧柵に首を擦りつけてたてがみが抜け落ちていたことから、担当厩務員の小島浩三によってたてがみが短く刈り揃えられ、以後これが常態化して「ライアン・カット」と呼ばれた[17]。
- 軽い脚部不安をきたした5歳の夏休みは、メジロ牧場で放牧されていた[47]。放牧中は、食欲が盛んで、青草を食べすぎるため、放牧は昼までに制限されていた[47]。

## 評価

### 日本国内での評価
| 全日本フリーハンデ |      |      |       |      |      |      |            |        |
| 年度               | 部門 | 部門 | 部門  | 順位 | Rate | kg   | 備考       | 出典   |
| 年度               | 齢   | 場   | 距    | 順位 | Rate | kg   | 備考       | 出典   |
| 1989               | 3歳  | 芝   |       | 63位 |      | 51.5 | [ 注釈 4 ] | [ 77 ] |
| 1990               | 4歳  | 芝   | 2400m | 3位  | 109  | 62.0 | [ 注釈 5 ] | [ 78 ] |
| 1991               | 古馬 | 芝   | 2400m | 10位 | 113  | 63.5 | [ 注釈 6 ] | [ 79 ] |
| 1992               | 古馬 | 芝   | 2400m | 12位 | 110  | 61.5 | [ 注釈 7 ] | [ 81 ] |

| 中央競馬フリーハンデ |           |         |    |             |        |
| 年度                 | 部門      | 順位    | kg | 備考        | 出典   |
| 1989                 | 3歳（東） | 7位タイ | 52 | [ 注釈 8 ]  | [ 82 ] |
| 1990                 | 4歳       | 3位タイ | 60 | [ 注釈 9 ]  | [ 83 ] |
| 1991                 | 5歳以上   | 2位タイ | 61 | [ 注釈 10 ] | [ 84 ] |
| 1992                 | 5歳以上   | 6位タイ | 59 | [ 注釈 11 ] | [ 85 ] |

## 種牡馬成績
以下の内容は、JBISサーチの情報に基づく。
| 種付年度 | 種付頭数 | 生産頭数 | 血統登録頭数 | 出走頭数 | 勝馬頭数 | 重賞勝馬頭数 | AEI  | CPI  |
| -------- | -------- | -------- | ------------ | -------- | -------- | ------------ | ---- | ---- |
| 1993     | 63       | 51       | 50           | 44       | 27       | 4            | 3.97 |      |
| 1994     | 55       | 37       | 36           | 31       | 23       | 0            | 1.63 |      |
| 1995     | 57       | 46       | 46           | 42       | 19       | 1            | 0.90 |      |
| 1996     | 67       | 48       | 48           | 43       | 23       | 2            | 1.43 |      |
| 1997     | 92       | 79       | 78           | 70       | 48       | 0            | 1.15 |      |
| 1998     | 117      | 86       | 87           | 77       | 52       | 0            | 1.22 |      |
| 1999     | 105      | 95       | 95           | 88       | 55       | 1            | 1.02 |      |
| 2000     | 127      | 99       | 95           | 83       | 52       | 1            | 0.63 |      |
| 2001     | 93       | 72       | 70           | 66       | 34       | 1            | 0.92 |      |
| 2002     | 74       | 51       | 48           | 42       | 22       | 0            | 0.73 |      |
| 2003     | 81       | 60       | 57           | 51       | 30       | 0            | 1.06 |      |
| 2004     | 88       | 63       | 58           | 51       | 27       | 2            | 0.71 |      |
| 2005     | 78       | 55       | 51           | 48       | 22       | 0            | 0.34 |      |
| 2006     | 48       | 22       | 23           | 19       | 11       | －           | 0.49 |      |
| 2007     | 11       | 0        | 0            | 0        | －       | －           | －   |      |
| 合計     | 合計     | 合計     | 842          | 755      | 445      | 12           | 1.12 | 1.12 |

- 出走頭数、勝馬頭数、重賞勝馬頭数、アーニングインデックス、コンパラブルインデックスは、平地競走に限る。

### 主な産駒
太字強調は、GI級競走優勝馬である。
- 1994年産
  - メジロブライト（天皇賞・春、ステイヤーズステークス、アメリカジョッキークラブカップ、阪神大賞典、日経新春杯、共同通信杯4歳ステークス、ラジオたんぱ杯3歳ステークス）[87]
  - メジロドーベル（優駿牝馬、秋華賞、エリザベス女王杯2勝、阪神3歳牝馬ステークス、オールカマー、府中牝馬ステークス）[88]
  - エアガッツ（ラジオたんぱ賞）[89]
- 1996年産
  - メジロロンザン（東京ハイジャンプ、東京オータムジャンプ）[90]
- 1997年産
  - トーホウドリーム（産経大阪杯）[91]
  - ウインブレイズ（カブトヤマ記念、福島記念、鳴尾記念）[92]
- 2000年産
  - タマモリッチ（サラブレッドチャレンジカップ）[93]
- 2001年産
  - メジロベイシンガー（新潟ジャンプステークス）[94]
- 2002年産
  - スキップジャック（京王杯2歳ステークス）[95]
- 2005年産
  - レッツゴーキリシマ（関屋記念）[96]

## 血統表
| メジロライアンの血統          | メジロライアンの血統                                                      | メジロライアンの血統                                                      | （血統表の出典）                                                          | （血統表の出典） |
| 父系                          | ノーザンテースト系                                                        | ノーザンテースト系                                                        | ノーザンテースト系                                                        | [ § 2 ]          |
| 父 アンバーシャダイ 1977 鹿毛 | 父の父*ノーザンテースト Northern Taste 1971 栗毛                          | Northern Dancer                                                           | Nearctic                                                                  | Nearctic         |
| 父 アンバーシャダイ 1977 鹿毛 | 父の父*ノーザンテースト Northern Taste 1971 栗毛                          | Northern Dancer                                                           | Natalma                                                                   |                  |
| 父 アンバーシャダイ 1977 鹿毛 | 父の父*ノーザンテースト Northern Taste 1971 栗毛                          | Lady Victoria                                                             | Victoria Park                                                             | Victoria Park    |
| 父 アンバーシャダイ 1977 鹿毛 | 父の父*ノーザンテースト Northern Taste 1971 栗毛                          | Lady Victoria                                                             | Lady Angela                                                               |                  |
| 父 アンバーシャダイ 1977 鹿毛 | 父の母*クリアアンバー Clear Amber 1967 黒鹿毛                             | Ambiopoise                                                                | Ambiorix                                                                  | Ambiorix         |
| 父 アンバーシャダイ 1977 鹿毛 | 父の母*クリアアンバー Clear Amber 1967 黒鹿毛                             | Ambiopoise                                                                | Bull Poise                                                                |                  |
| 父 アンバーシャダイ 1977 鹿毛 | 父の母*クリアアンバー Clear Amber 1967 黒鹿毛                             | One Clear Call                                                            | Gallant Man                                                               | Gallant Man      |
| 父 アンバーシャダイ 1977 鹿毛 | 父の母*クリアアンバー Clear Amber 1967 黒鹿毛                             | One Clear Call                                                            | Europa                                                                    |                  |
| 母 メジロチエイサー 1977 鹿毛 | 母の父メジロサンマン 1963 鹿毛                                            | Charlottesville                                                           | Prince Chevalier                                                          | Prince Chevalier |
| 母 メジロチエイサー 1977 鹿毛 | 母の父メジロサンマン 1963 鹿毛                                            | Charlottesville                                                           | Noorani                                                                   |                  |
| 母 メジロチエイサー 1977 鹿毛 | 母の父メジロサンマン 1963 鹿毛                                            | *パラディシア                                                             | Aureole                                                                   | Aureole          |
| 母 メジロチエイサー 1977 鹿毛 | 母の父メジロサンマン 1963 鹿毛                                            | *パラディシア                                                             | Chenille                                                                  |                  |
| 母 メジロチエイサー 1977 鹿毛 | 母の母*シェリル Cheryl 1971 鹿毛                                          | *スノッブ                                                                 | Mourne                                                                    | Mourne           |
| 母 メジロチエイサー 1977 鹿毛 | 母の母*シェリル Cheryl 1971 鹿毛                                          | *スノッブ                                                                 | Senones                                                                   |                  |
| 母 メジロチエイサー 1977 鹿毛 | 母の母*シェリル Cheryl 1971 鹿毛                                          | Chanel                                                                    | Pan                                                                       | Pan              |
| 母 メジロチエイサー 1977 鹿毛 | 母の母*シェリル Cheryl 1971 鹿毛                                          | Chanel                                                                    | Barley Corn                                                               |                  |
| 母系(F-No.)                   | シェリル系(FN:8-c)                                                        | シェリル系(FN:8-c)                                                        | シェリル系(FN:8-c)                                                        | [ § 3 ]          |
| 5代内の近親交配               | Nearco 5×5、Hyperion 5×5･5、Lady Angela 5･4（父内）、Bull Lea 5･5（父内） | Nearco 5×5、Hyperion 5×5･5、Lady Angela 5･4（父内）、Bull Lea 5･5（父内） | Nearco 5×5、Hyperion 5×5･5、Lady Angela 5･4（父内）、Bull Lea 5･5（父内） | [ § 4 ]          |
| 出典                          | 1. 2. 3. 4.                                                               | 1. 2. 3. 4.                                                               | 1. 2. 3. 4.                                                               | 1. 2. 3. 4.      |

- 本馬の半姉メジロフルマーは日経賞・目黒記念など6勝、半姉メジロアニタは京都大障害など障害競走3勝[99]。
- 祖母シェリルはフランスでオペラ賞に勝ち、日本での産駒に天皇賞・秋など7勝のメジロティターン（メジロマックイーンの父）[99]。そのほか近親にササフラ（フランスダービー）[100]。